# Anyafarkas-szobor (Torda)
A tordai Anyafarkas-szobor műemlékké nyilvánított szobor Romániában, Kolozs megyében. A romániai műemlékek jegyzékében a CJ-III-m-B-07825 sorszámon szerepel.